# بريت هارت (كاتب أمريكي)

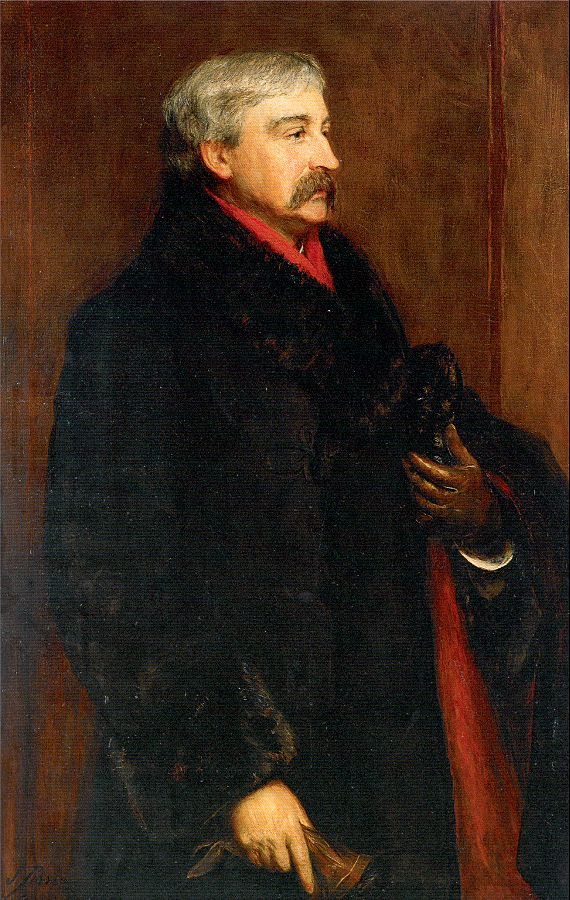
صورة زيتية للشاعر والكاتب الأمريكي بريت هارت رسمها جون بيتي سنة 1884

فرانسيس بريت هارت، المعروف باسم بريت هارت (بالإنجليزية: Francis Bret Harte) ـ (25 أغسطس 1836 ـ 6 مايو 1902) كاتب وشاعر أمريكي، له كتابات معروفة عن حياة المهاجرين الأمريكيين الأوائل في كاليفورنيا.

## روابط خارجية
- بريت هارت على موقع IMDb (الإنجليزية)
- بريت هارت على موقع الموسوعة البريطانية (الإنجليزية)
- بريت هارت على موقع ميوزك برينز (الإنجليزية)
- بريت هارت على موقع قاعدة بيانات برودواي على الإنترنت (الإنجليزية)
- بريت هارت على موقع إن إن دي بي (الإنجليزية)
- بريت هارت على موقع ديسكوغز (الإنجليزية)
- بريت هارت على موقع قاعدة بيانات الفيلم (الإنجليزية)